# Vochysia aurea
Vochysia aurea är en tvåhjärtbladig växtart som beskrevs av Stafleu. Vochysia aurea ingår i släktet Vochysia och familjen Vochysiaceae. Inga underarter finns listade i Catalogue of Life.